# Belgische kampioenschappen veldrijden 2012
De Belgische kampioenschappen veldrijden 2012 werden gehouden in het weekend van 7 en 8 januari 2012 in Hooglede-Gits. 's Zondagsochtend werd iedereen opgeschrikt door het nieuws dat een van de schaduwfavorieten, Bart Wellens, 's nachts was opgenomen in de intensieve zorg-afdeling van het Universitair Ziekenhuis Antwerpen. Hij bleek daar een tijd in levensgevaar te zijn geweest wegens problemen met de hartspier, ten gevolge van een plotse griepaanval. In de loop van de dag verbeterde zijn toestand.
Titelfavoriet Sven Nys had ´s morgens last van een geblokkeerde rug die voor de wedstrijd intensief behandeld werd. Na een voorzichtige start kwam hij al snel bij Niels Albert en reed van hem weg. Nys bouwde zijn voorsprong stelselmatig uit op de zware omloop en won.

## Uitslagen

#### Elite, mannen
| Plaats | Naam                    | Ploeg                       | Tijd     |
| ------ | ----------------------- | --------------------------- | -------- |
| Goud   | Sven Nys                | Landbouwkrediet             | 1u02'20" |
| Zilver | Niels Albert            | BKCP-Powerplus              | + 0'52"  |
| Brons  | Rob Peeters             | Telenet-Fidea               | + 1'17"  |
| 4      | Sven Vanthourenhout     | Landbouwkrediet             | + 1'31"  |
| 5      | Tom Meeusen             | Telenet-Fidea               | + 1'37"  |
| 6      | Dieter Vanthourenhout   | BKCP-Powerplus              | + 2'13"  |
| 7      | Jan Denuwelaere         | Style & Concept Team        | + 2'41"  |
| 8      | Kenneth Van Compernolle | Style & Concept Team        | + 3'05"  |
| 9      | Bart Aernouts           | Rabobank-Giant Offroad Team | + 4'02"  |
| 10     | Kevin Pauwels           | Sunweb-Revor                | + 4'15"  |

#### Elite zonder contract, mannen
| Plaats | Naam          | Tijd   |
| ------ | ------------- | ------ |
| Goud   | Kevin Cant    | 57'40" |
| Zilver | Dave De Cleyn | + 23"  |
| Brons  | Geert Wellens | + 51"  |

#### Vrouwen
| Plaats | Naam              | Tijd    |
| ------ | ----------------- | ------- |
| Goud   | Sanne Cant        | 38'30"  |
| Zilver | Joyce Vanderbeken | + 1'37" |
| Brons  | Hilde Quintens    | + 1'50" |

#### Meisjes
| Plaats | Naam              | Tijd    |
| ------ | ----------------- | ------- |
| Goud   | Laura Verdonschot | 32'20"  |
| Zilver | Eva Maria Palm    | + 0'12" |
| Brons  | Caren Commissaris | + 1'17" |

#### Beloften, mannen
| Plaats | Naam              | Ploeg          | Tijd    |
| ------ | ----------------- | -------------- | ------- |
| Goud   | Wietse Bosmans    | BKCP-Powerplus | 39'00"  |
| Zilver | Gianni Vermeersch | BKCP-Powerplus | + 0'20" |
| Brons  | Vinnie Braet      | Sunweb-Revor   | + 0'37" |

#### Junioren, jongens
| Plaats | Naam            | Ploeg         | Tijd    |
| ------ | --------------- | ------------- | ------- |
| Goud   | Daan Soete      | Telenet-Fidea | 45'12"  |
| Zilver | Wout van Aert   | Telenet-Fidea | + 0'01" |
| Brons  | Quinten Hermans | Telenet-Fidea | + 1'05" |

#### Nieuwelingen (tweedejaars), jongens
| Plaats | Naam            | Tijd    |
| ------ | --------------- | ------- |
| Goud   | Yannick Peeters | 30'22"  |
| Zilver | Thomas Joseph   | + 1'22" |
| Brons  | Kobe Goossens   | + 1'36" |

#### Nieuwelingen (eerstejaars), jongens
| Plaats | Naam           | Tijd    |
| ------ | -------------- | ------- |
| Goud   | Eli Iserbyt    | 33:02   |
| Zilver | Nick Verheyen  | + 0'34" |
| Brons  | Jorn Montaigne | + 0'41" |

Kampioenschappen:  Wereldkampioenschappen · 
 Europese kampioenschappen · 
 Belgische kampioenschappen · 
 Nederlandse kampioenschappen
Klassementen:  Wereldbeker · 
 Superprestige · 
 GvA Trofee ·
 TOI TOI Cup ·
 Challenge national
Overig:  Fidea Cyclocross Classics
1910 · 
1911 · 
1912 · 
1913 · 
1914 · 
1915-1920 · 
1921 · 
1922 · 
1923 · 
1924 · 
1925 · 
1926 · 
1927 · 
1928 · 
1929 · 
1930 · 
1931 · 
1932 · 
1933 · 
1934 · 
1935 · 
1936 · 
1937 · 
1938 · 
1939 · 
1940 · 
1941 · 
1942 · 
1943 · 
1944 · 
1945 · 
1946 · 
1947 · 
1948 · 
1949 · 
1950 · 
1951 · 
1952 · 
1953 · 
1954 · 
1955 · 
1956 · 
1957 · 
1958 · 
1959 · 
1960 · 
1961 · 
1962 · 
1963 · 
1964 · 
1965 · 
1966 · 
1967 · 
1968 · 
1969 · 
1970 · 
1971 · 
1972 · 
1973 · 
1974 · 
1975 · 
1976 · 
1977 · 
1978 · 
1979 · 
1980 · 
1981 · 
1982 · 
1983 · 
1984 · 
1985 · 
1986 · 
1987 · 
1988 · 
1989 · 
1990 ·
1991 ·
1992 ·
1993 ·
1994 ·
1995 ·
1996 ·
1997 ·
1998 ·
1999 ·
2000 · 
2001 · 
2002 · 
2003 · 
2004 · 
2005 · 
2006 · 
2007 · 
2008 · 
2009 ·
2010 ·
2011 ·
2012 ·
2013 ·
2014 ·
2015 ·
2016 ·
2017 ·
2018 ·
2019 ·
2020 ·
2021 ·
2022 ·
2023 · 2024 · 2025